# 2102 Tantalus
2102 Tantalus è un asteroide near-Earth con diametro medio di circa 1,6 km. Scoperto nel 1975, presenta un'orbita caratterizzata da un semiasse maggiore pari a 1,2900997 au e da un'eccentricità di 0,2991815, inclinata di 64,00690° rispetto all'eclittica.
L'asteroide è dedicato a Tantalo, personaggio della mitologia greca.